# Fermont (Frankrijk)
Fermont is een dorp en voormalige gemeente in het departement Meurthe-et-Moselle in het noorden van Frankrijk. Sinds 1811 maakt de plaats deel uit van de gemeente Montigny-sur-Chiers.
De plaats is vooral bekend vanwege het in 1921 gebouwde Ouvrage de Fermont, een van de grote forten van de Maginotlinie.

## Galerij

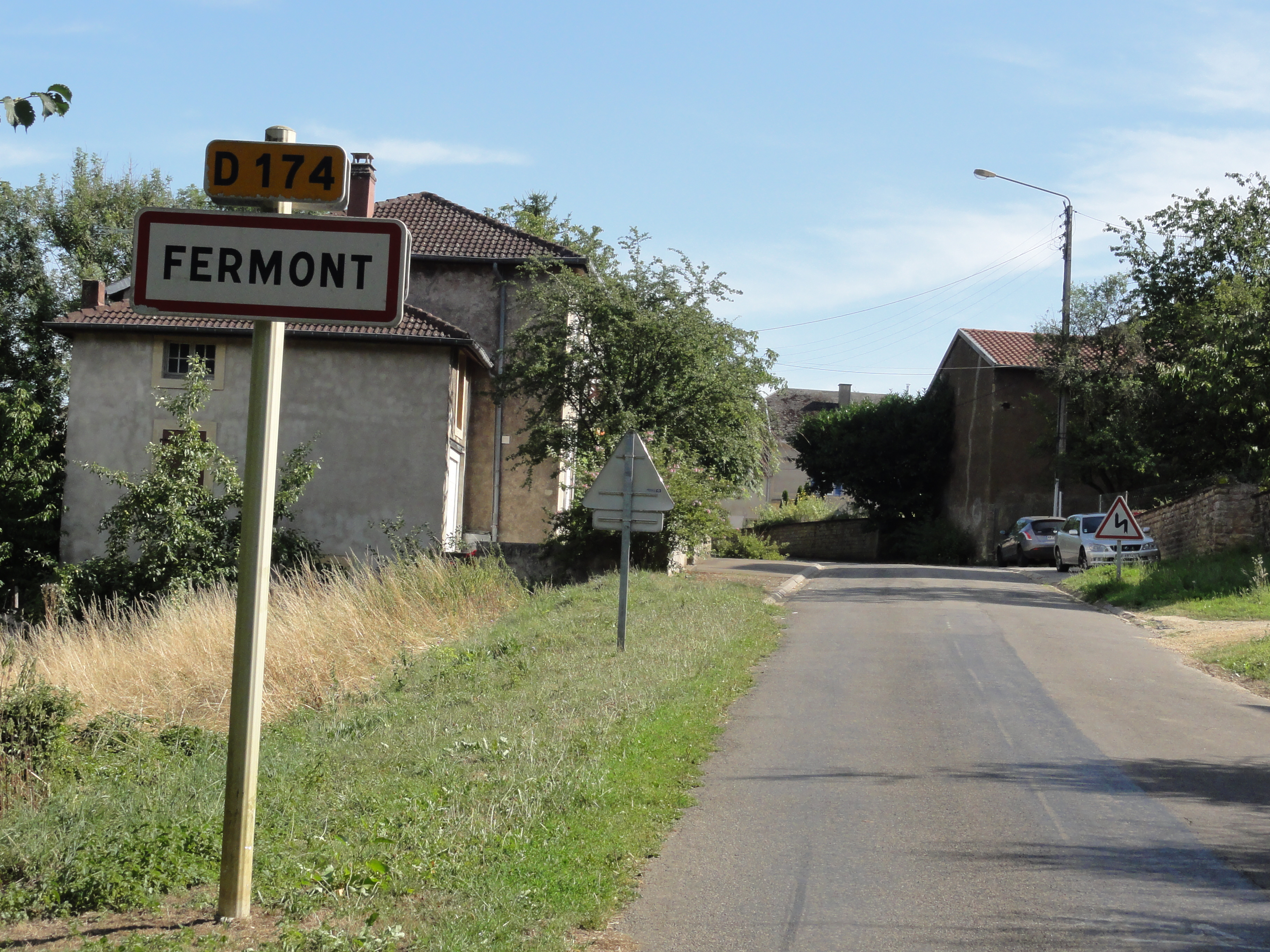
Toegangsbord
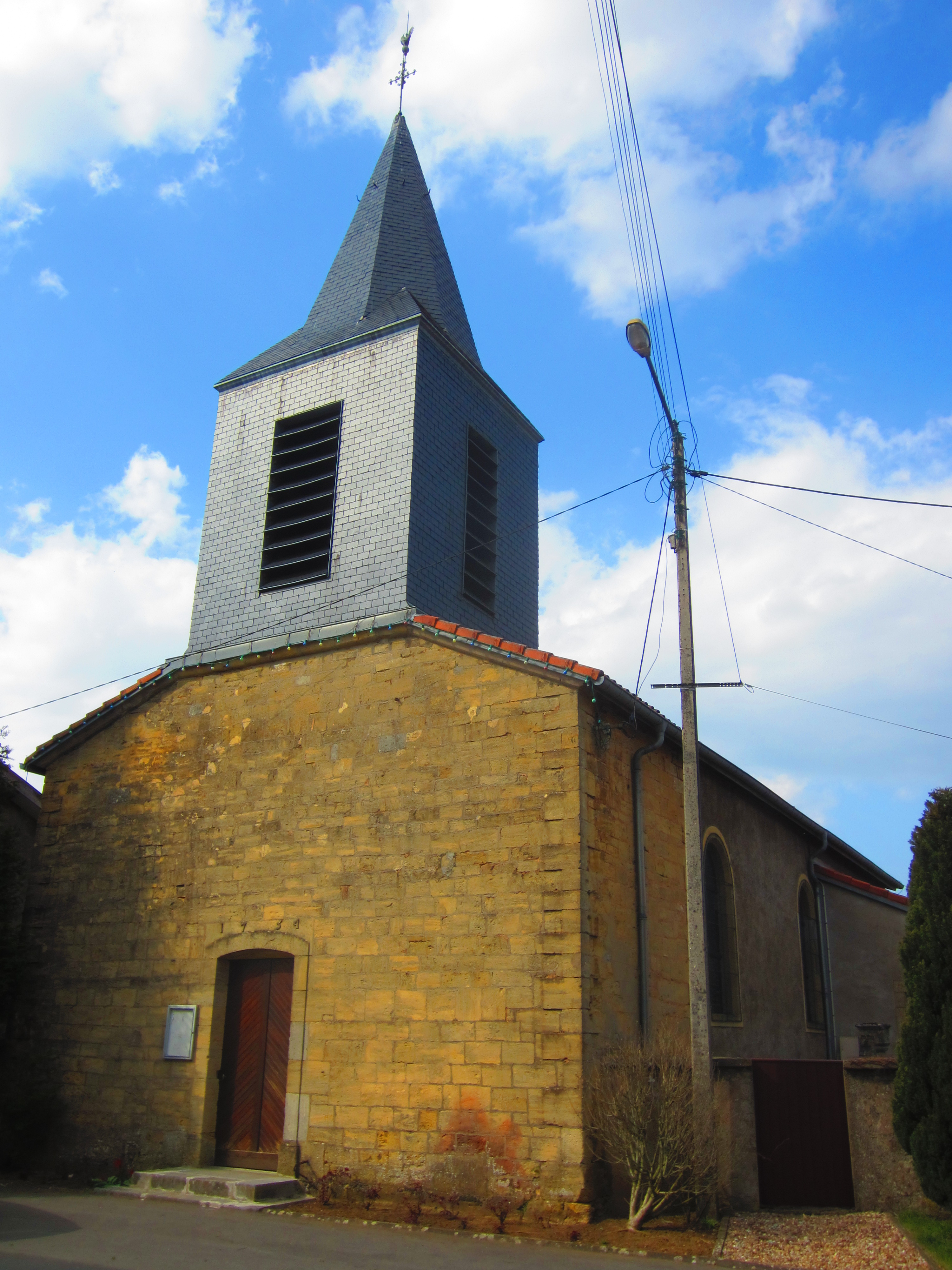
Kerk van Fermont
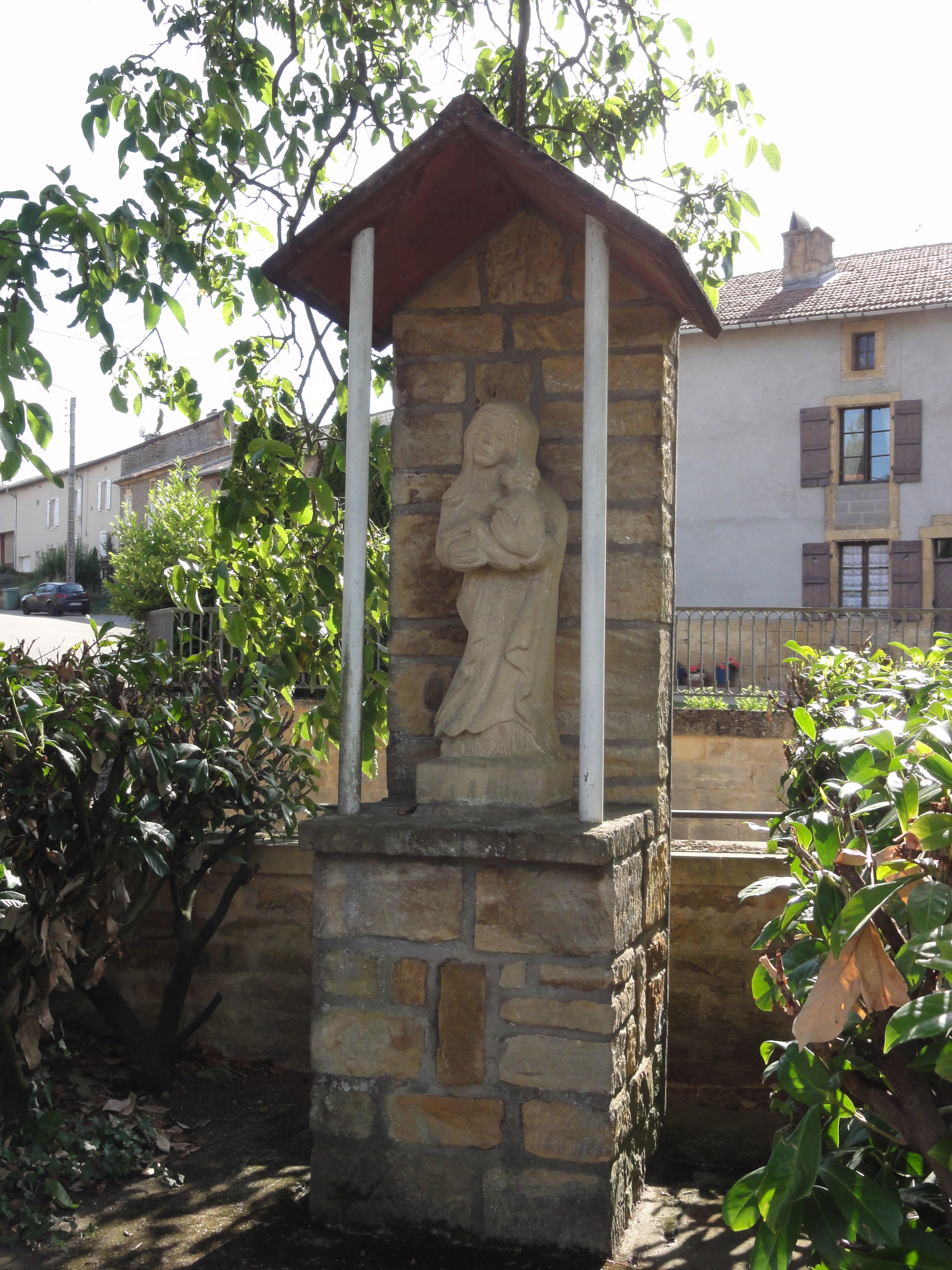
Oratorium
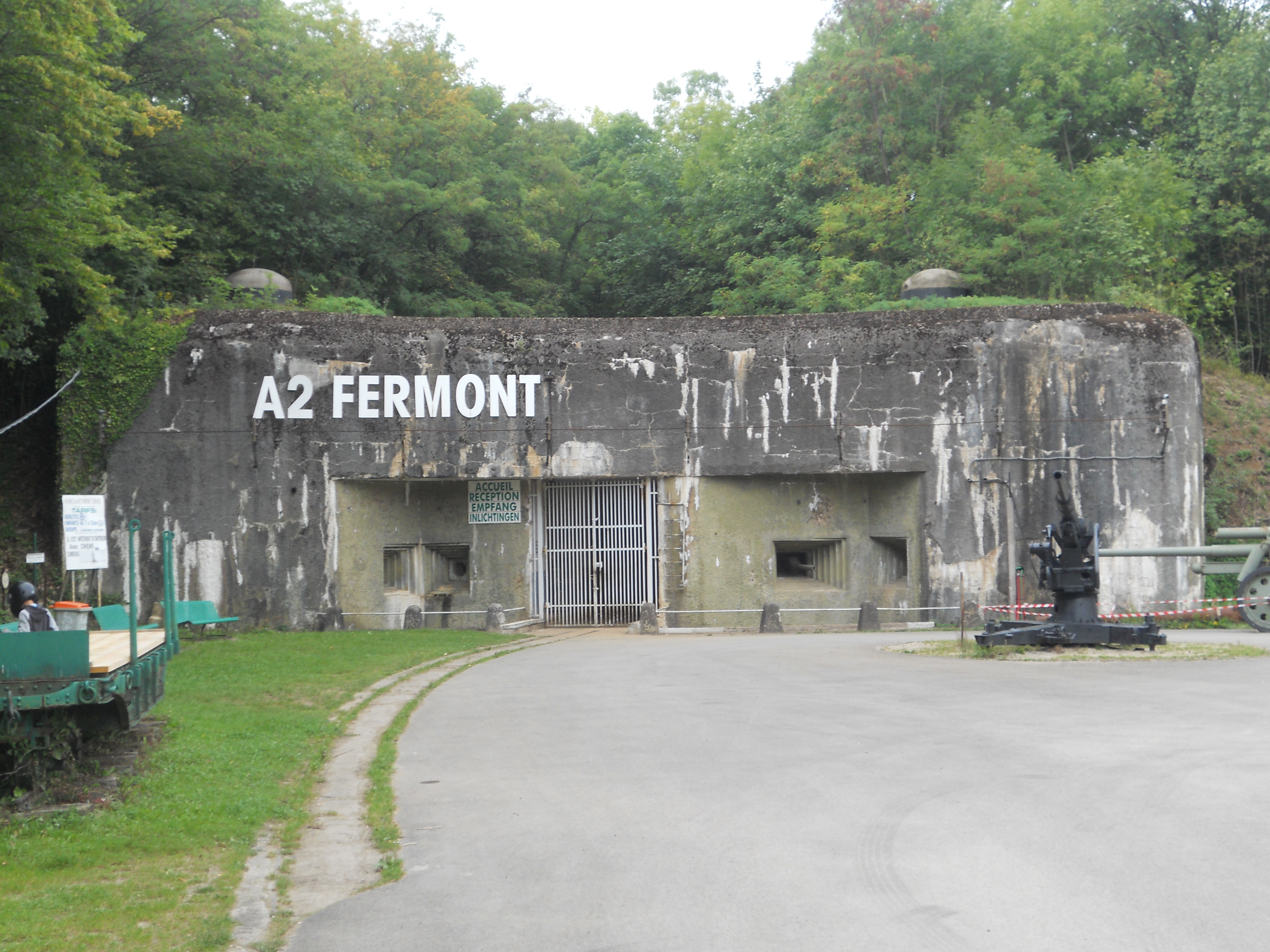
Zicht op een deel van het fort